# Umberto Corsi
Umberto 'Hubert' Corsi (Grosseto, 30 ottobre 1938) è un politico italiano.

## Biografia
Viene eletto deputato alla Camera nel 1983 con la Democrazia Cristiana, confermando il proprio seggio a Montecitorio anche dopo le elezioni politiche del 1987 e del 1992. Nello stesso periodo è anche sindaco per la DC di Monte Argentario, dal 1985 al 1990 e poi ancora dal 1991 al 1995.
Alle elezioni politiche del 1994 si ricandida alla Camera nel collegio uninominale di Grosseto con il Patto per l'Italia, ottiene il 12,7% e non viene eletto.
Candidato alla presidenza della Provincia di Grosseto nel 1999 dal Centro Cristiano Democratico, ottiene il 4,4% dei voti.